# 保福寺峠
保福寺峠（ほうふくじとうげ）は、長野県松本市と上田市の境にある、松本盆地と上田盆地を隔てる峠。律令時代の東山道が通る、重要な交通ポイントであった。
なお、近隣の地籍である保福寺は「ほふくじ」と読むが、峠の名前は「ほうふくじとうげ」であり、誤って「ほふくじとうげ」と読まれることが多い。
2012年現在、交通量は少ないが長野県道181号下奈良本豊科線が通る。

## 概要
保福寺峠は松本市と上田市の間にあるが、県道181号線はわずかに上田市内を通るとすぐに小県郡青木村に入る。そのため、峠は松本市と青木村の間にあるという感じである。そのため、峠にある万葉集歌碑の裏面には、1983年（昭和58年）建立当時の自治体である四賀村と青木村の名前が刻まれている。
峠には上記の万葉集歌碑と、馬頭観音の石碑などがある。峠の南東側の小丘には、「ウォルター ウェストン　日本アルプス絶賛の地」の石碑がある。ウェストンがまだ鉄道がなかった松本に、開通間もない上田駅から向かったのは1891年（明治24年）7月だった。

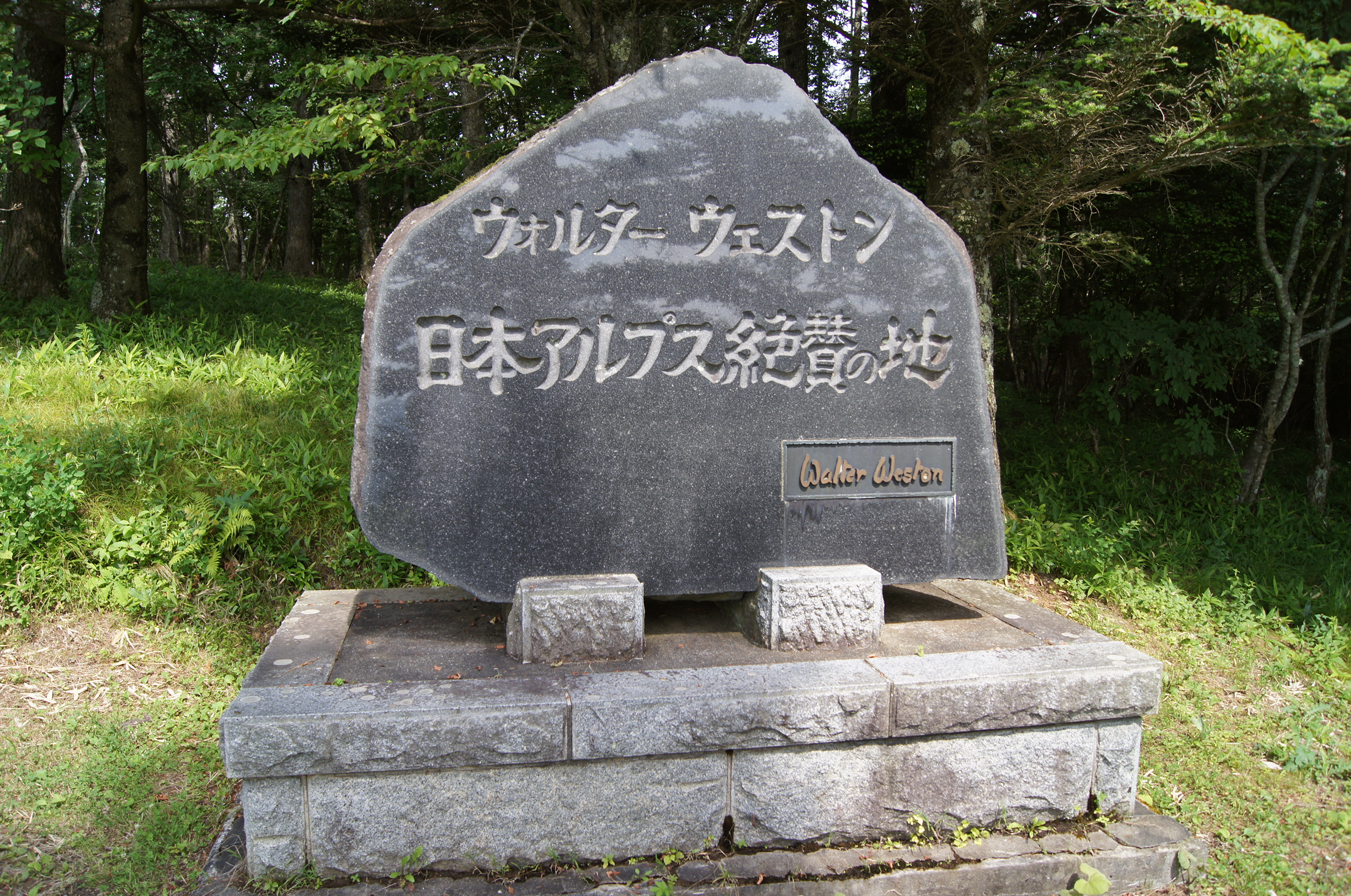
ウェストンの絶賛碑

分水嶺になっている。松本側に降った雨は保福寺川から会田川に流れ、安曇野市明科で犀川に合流する。上田側に降った雨は仏岩沢から内村川 に流れ、上田市長瀬で千曲川に合流する。両川は、川中島で合流して日本海に流れ込む。
保福寺峠を越える県道区間はすべて舗装されているが、1車線でカーブの多い山道である。松本側にはガードレールがあるが、峠に近い部分の上田側にはガードレールがなく、道幅も狭い。峠をはさむ区間は冬季には通行止めになる。

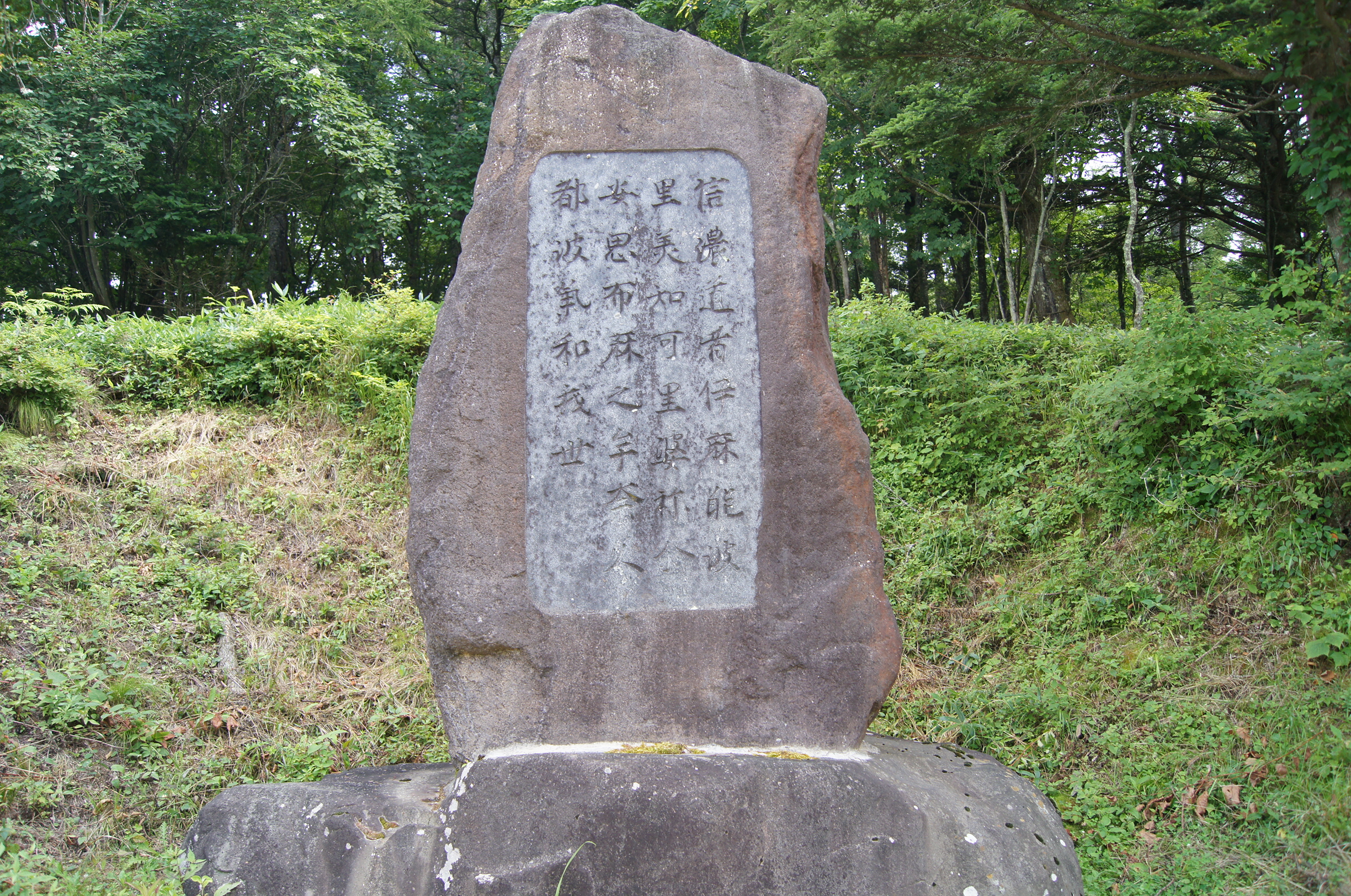
峠にある万葉歌碑
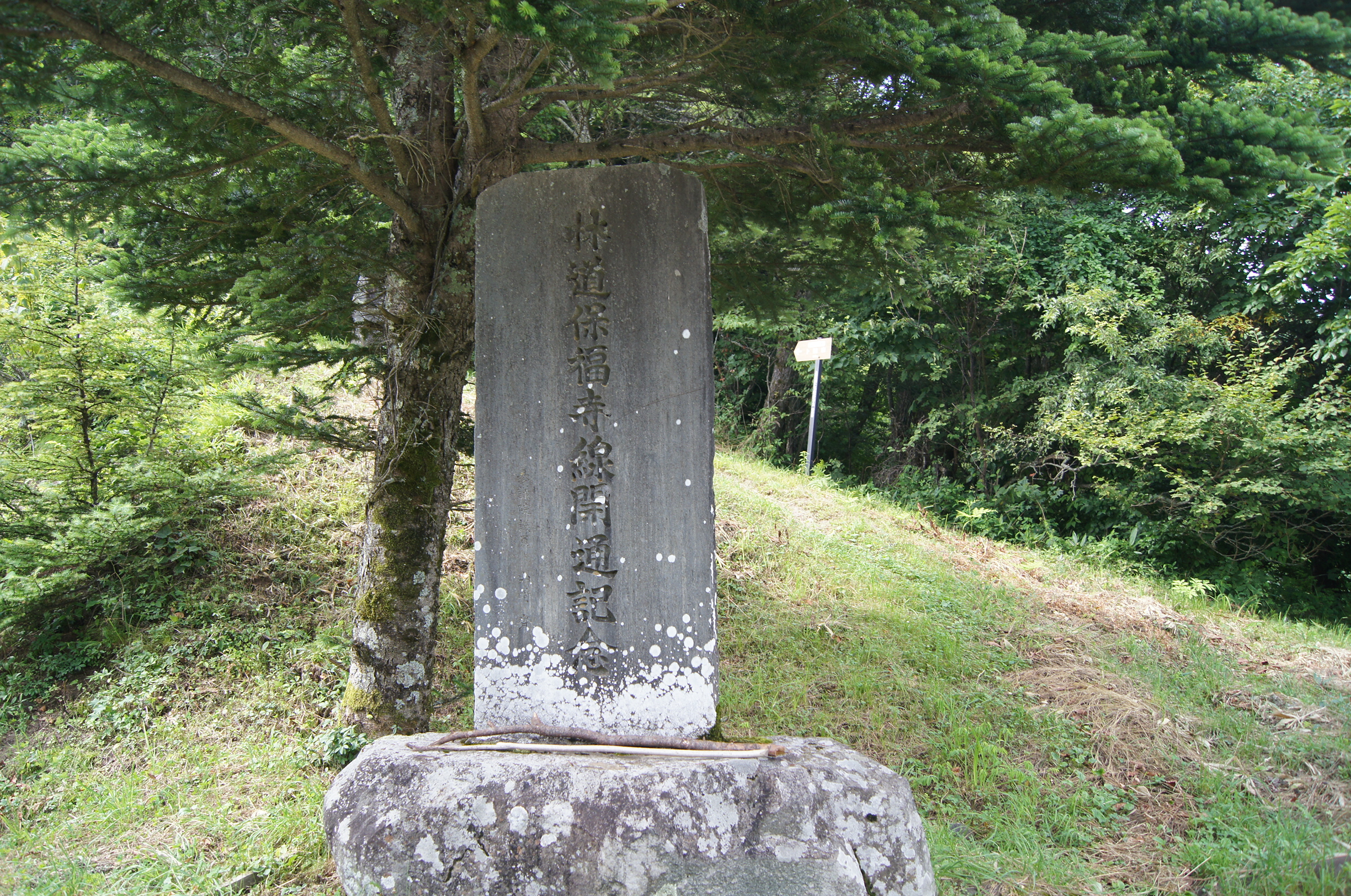
林道保福寺線開通記念の碑
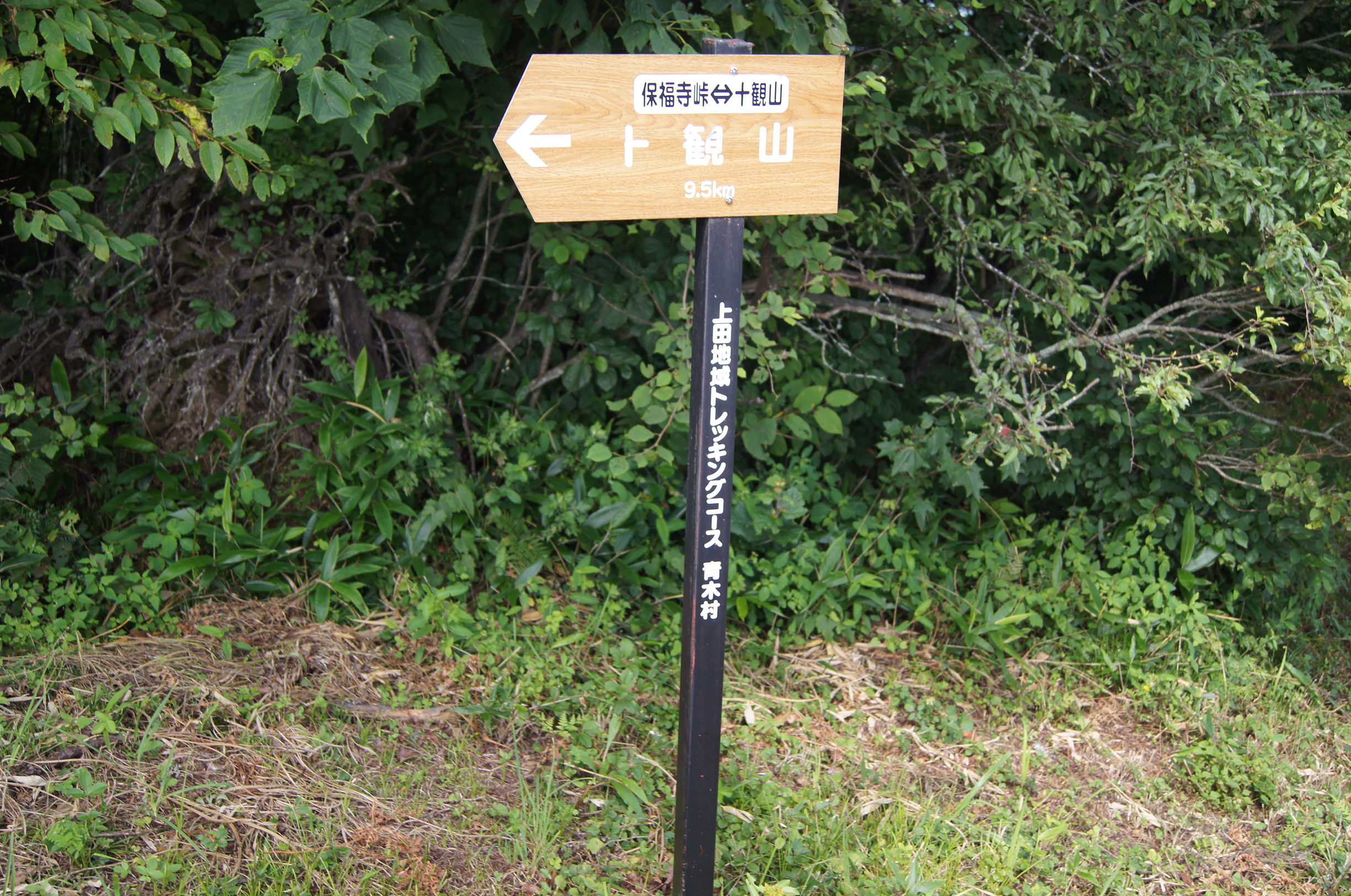
トレッキングコースの案内標識
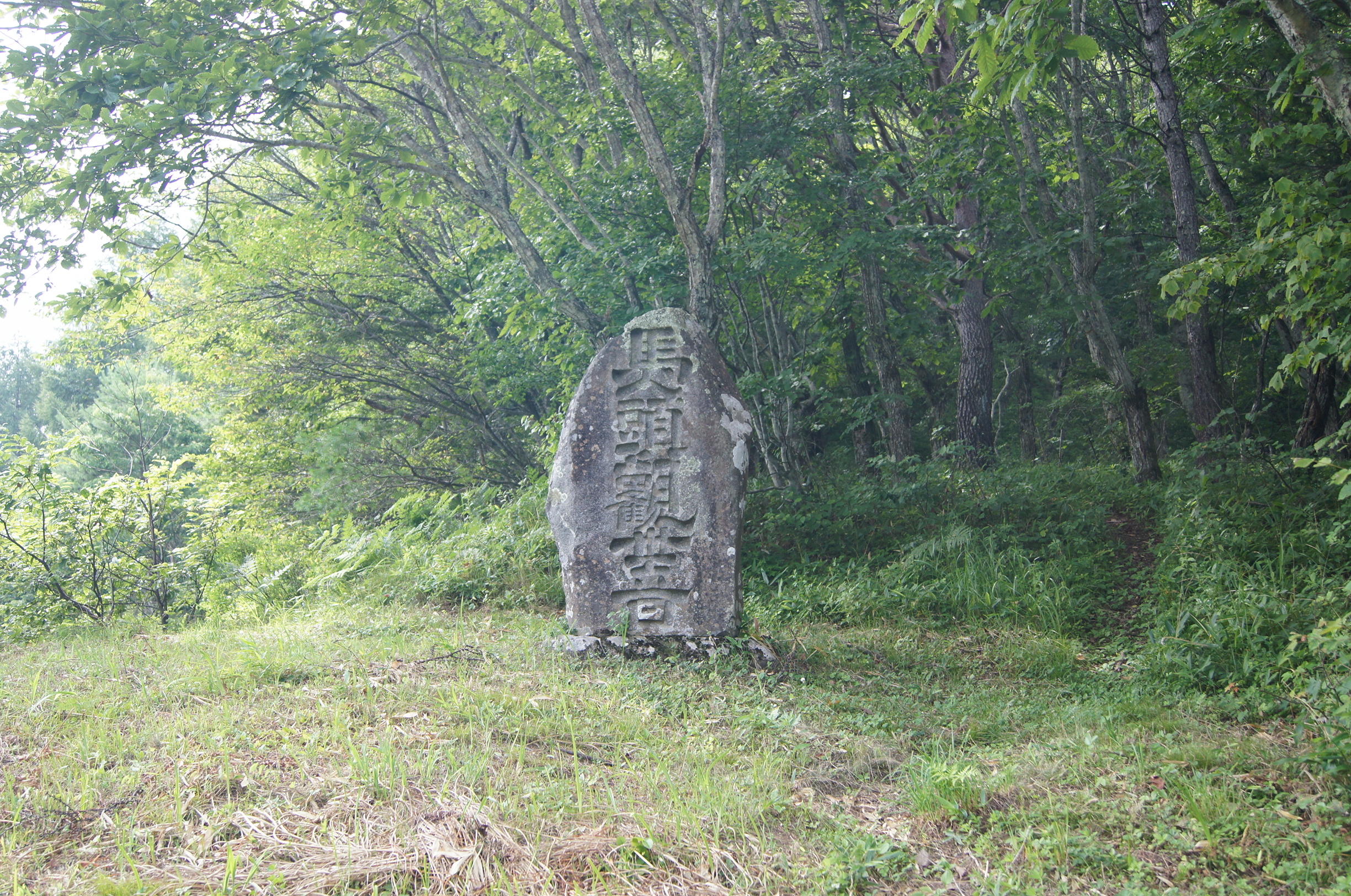
馬頭観音の石碑

## 峠の位置づけと歴史
律令制が布かれたころ、東山道が開削されて保福寺峠を通過したことから、重要な交通ポイントになった。しかし、江戸時代になって中山道が開通すると、保福寺峠を通る道は北国脇往還と呼ばれる松本と上田を結ぶローカル線の地位に退いた。しかし、松本藩主が参勤交代の経路につかったのは、この保福寺峠越えのコースで、北国街道から中山道を通って江戸に往復していた。
明治時代に入ると、中山道幹線が田中〜松本間で保福寺峠経由の経路で計画されたこともあったが、その後の情勢変化で頓挫した。

1887年（明治20年）に長野県会は、松本－上田間につくる県道2号線を、現在の国道143号線の位置に決めた。この2つのトンネルを含むヨーロッパ技術を導入しての新路線の開通により、保福寺峠とそこを通る道路の重要性はさらに低下した。